# Sion
Sion (niem. Sitten, frp. Chyoun, gsw. Sittu, lat. Sedunum) – miasto i gmina (commune) w południowej Szwajcarii. Leży w dolinie Rodanu oraz nad rzeką Borgne. Siedziba administracyjna kantonu Valais oraz okręgu (district) Sion. Siedziba diecezji kościoła rzymskokatolickiego oraz stolica historycznego (1189-1798) księstwa biskupiego. Ośrodek przemysłu poligraficznego, maszynowego, spożywczego i turystycznego. 1 stycznia 2013 do miasta przyłączono gminę Salins, a 1 stycznia 2017 gminę Les Agettes.

## Demografia
Według danych ze spisu przeprowadzonego w grudniu 2022 w mieście mieszka 35 650 osób. W 2022 roku 27,6% populacji gminy stanowiły osoby urodzone poza Szwajcarią.

## Zabytki
Pozostałości murów obronnych i ruiny zamku z XIII wieku, katedra Notre-Dame du Glarier z II poł. XV wieku) z romańską wieżą (wyb. 1100), domy mieszczańskie z XVI-XVIII w., ratusz z XVII w., muzea.

## Transport
Przez teren miasta przebiegają autostrada A9 oraz drogi główne nr 9, nr 206 i nr 207.
Na terenie miasta funkcjonuje port lotniczy Sion.

## Sport
Piłkarski klub FC Sion występuje w najwyższej lidze szwajcarskiej, Swiss Super League. Ich stadionem jest Stade Tourbillon, o pojemności 20 tys. widzów. Głównym klubem hokejowym jest HC Sion, grający na trzecim poziomie szwajcarskiej ligi hokejowej, Swiss Premium League.
W mieście rozgrywane są corocznie turnieje tenisowe rangi ITF.

## Współpraca
Miejscowości partnerskie:
- Colón, Argentyna
- Philippi, Stany Zjednoczone
- Selles-sur-Cher, Francja

## Przypisy

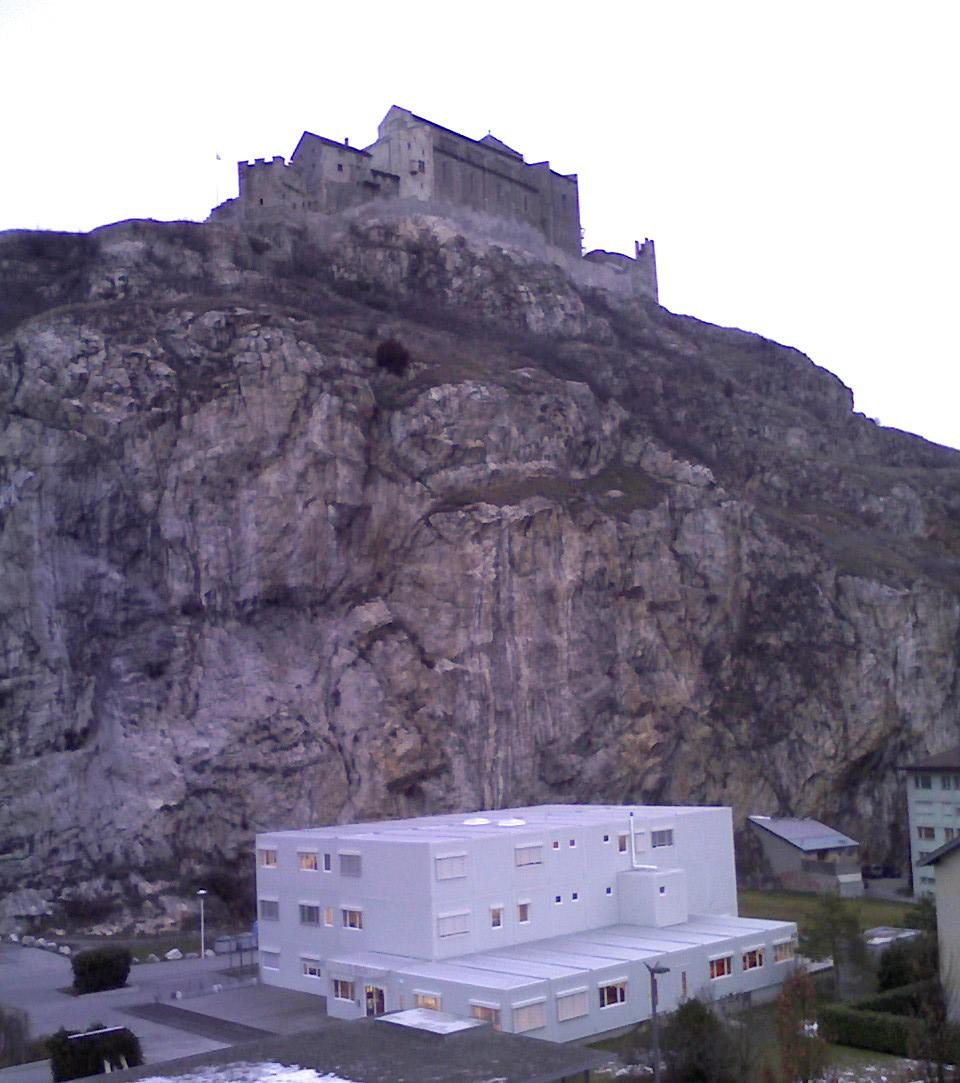
Widok na bazylikę NMP (Notre-Dame) na wzgórzu Valère w Sionie